# Buck Shaw Stadium
Il Buck Shaw Stadium è uno stadio di calcio situato a Santa Clara in California che ha ospita le partite dei San Jose Earthquakes di MLS prima della costruzione dell'Avaya Stadium. È intitolato a Lawrence T. "Buck" Shaw, ex allenatore della squadra di football americano della Santa Clara University.

## Storia
Lo stadio fu inaugurato il 22 settembre 1962 con una partita di football collegiale tra Santa Clara University e UC Davis.
Durante la Coppa del Mondo FIFA 1994 era il campo di allenamento della squadra brasiliana ed ha anche ospitato gli allenamenti della nazionale di calcio della Romania prima di affrontare la nazionale svedese nei quarti di finale della manifestazione.